# 階段を降りる裸体No.2
『階段を降りる裸体No.2』 (Nu descendant un escalier n° 2) は、マルセル・デュシャンの1912年の絵画。モダニズムの古典と広く見なされており、その時代の最も有名な作品の1つになっている。パリで1912年に開催されたアンデパンダン展の最初の発表の前に、未来派すぎるとしてキュビストたちにより拒否された。その後、1912年4月20日から5月10日までバルセロナで開催されたGaleries DalmauのExposició d'Art Cubistaでキュビズムの作品と共に展示された。その後、ニューヨーク市で1913年に開催されたアーモリーショーで展示され、嘲笑された。
ギヨーム・アポリネールにより1913年の著書 Les Peintres Cubistes, Méditations Esthétiques で複製された。現在はフィラデルフィア美術館のLouise and Walter Arensberg Collectionに収蔵されている。

## 説明

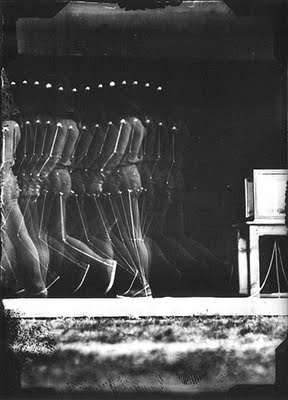
エティエンヌ＝ジュール・マレー: Man Walking, 1890-91

この作品は147 cm × 89.2 cm  (57.9 in × 35.1 in) の大きさのキャンバスに描かれた油絵であり、黄土色と茶色の姿が抽象的な動きを示しているように見える。姿の識別可能な「身体部分」は入れ子になった円錐と円筒の抽象的な要素で構成されており、リズムを示唆するように組み合わされ、姿が自分自身に融合していく動きを表現している。暗い輪郭線は身体の輪郭を制限し、動いている姿のダイナミクスを強調する動線としての役割を果たしており、点線の強調された弧は、骨盤を突き出すような動きを示唆しているように見える。この動きは左上から右下に向かって反時計回りに回転しているように見え、右下から左上の暗部にそれぞれ対応する明らかに凍結された連続するグラデーションがより透明になり、その退色は明らかに「より古い」部分をシミュレートすることを意図している。絵画の端では、階段がより暗い色で示されている。中央部は明暗が混在しており、端に行くほどより刺激的になる。全体的に温かみのあるモノクロの明るい色調は黄土色から黒に近い暗い色調まである。色は半透明である。左下にはデュシャンが "NU DESCENDANT UN ESCALIER" という題をブロック体で書いているが、これが作品と関係があるのかないのかはどちらともいえない。この姿が身体を表しているのかどうかという疑問は消えず、年齢、個性、性格などの手がかりはなく、"nu" の性別は男性であるとされている。

## 背景

エドワード・マイブリッジのWoman Walking Downstairs – 1887のGIF

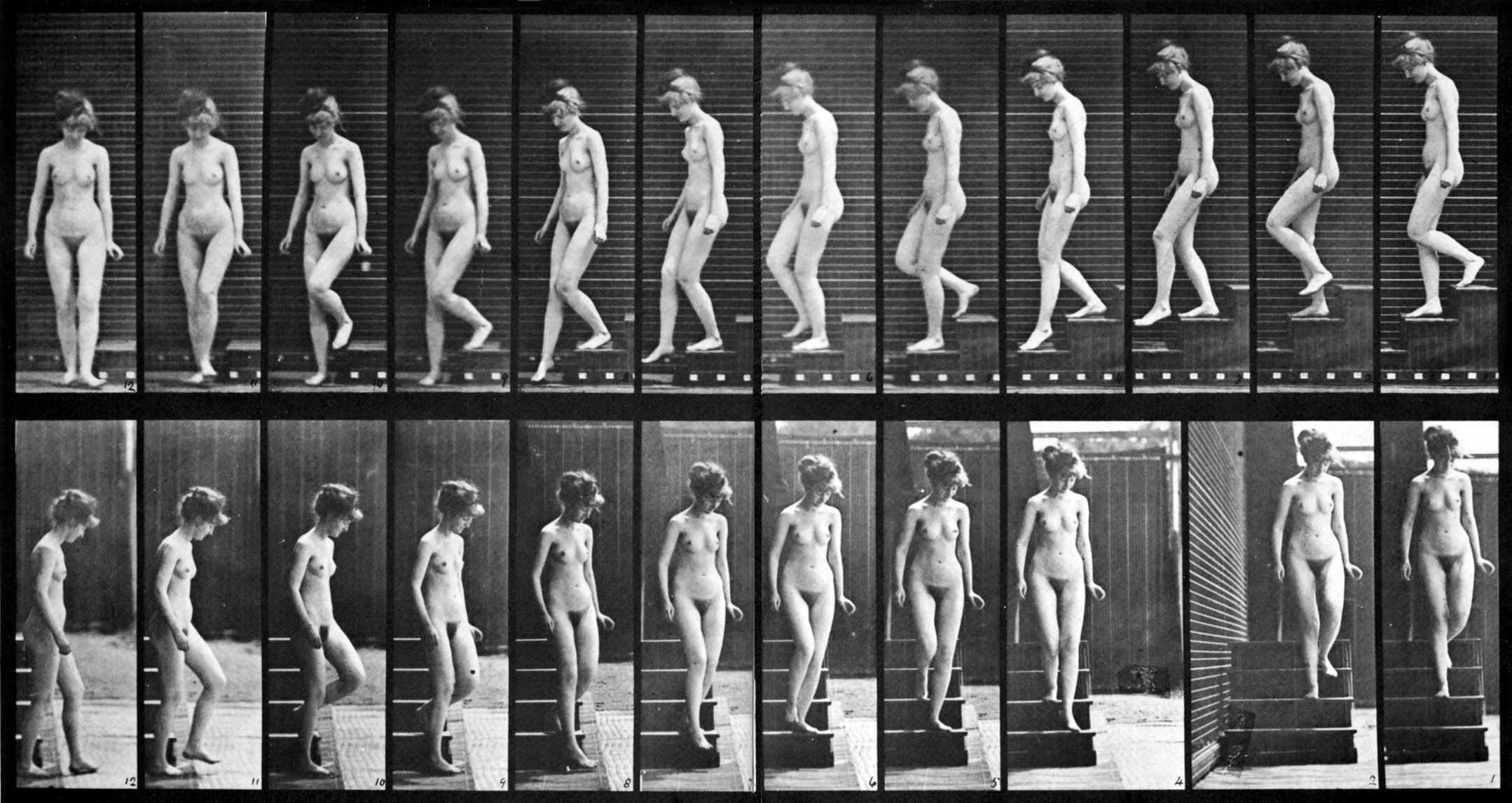
対応するエドワード・マイブリッジの静止写真

この作品はキュビズムと未来派の両方の要素を組み合わせたものである。デュシャンはストロボ写真のように連続したイメージを重ね合わせて動きを表現している。デュシャンはエティエンヌ＝ジュール・マレーらのクロノフォトグラフィーの影響も認めており、特に1887年にThe Human Figure in Motionとして出版された一連の写真集に収められたエドワード・マイブリッジの Woman Walking Downstairs の影響を受けている。
デュシャンは1912年3月25日から5月16日までパリで開催された第28回アンデパンダン芸術家協会展(28th exhibition of the Société des Artistes Indépendants)にキュビストたちと一緒にこの作品を出品した。この作品はカタログの1001番に掲載されたが、題は単に Nu descendant l'escalier であり Nu descendant un escalier n° 2 ではなかった。このカタログにより、絵画は展示されないにもかかわらず、絵画の題が一般に公開された。

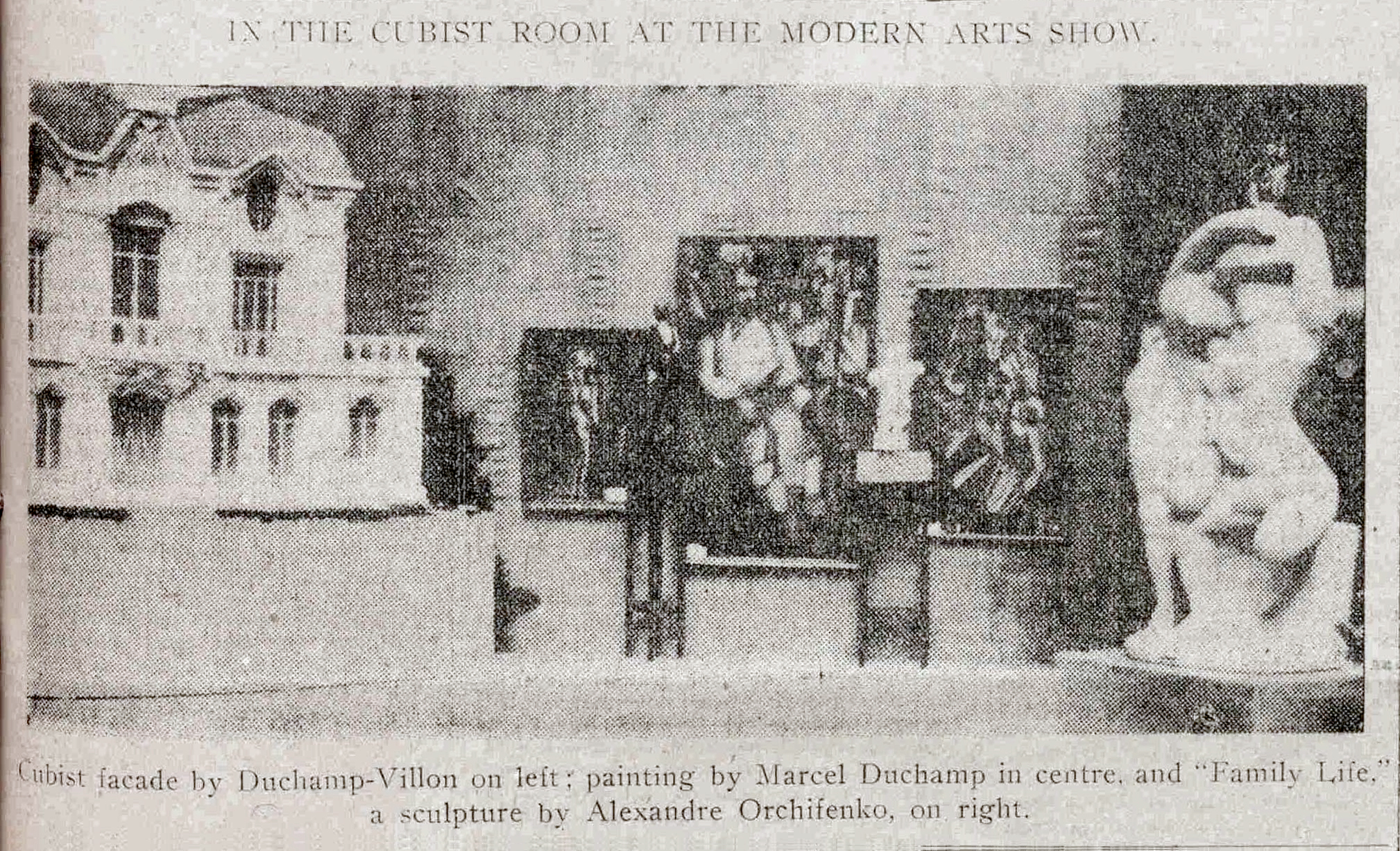
1913年のアーモリーショー、キュビストの部屋、レイモン・デュシャン＝ヴィヨン、アルベール・グレーズ、マルセル・デュシャン、アレクサンダー・アーキペンコによる作品とともに New York Tribune, 17 February 1913, p. 7

審査委員会から派遣されたデュシャンの兄弟、ジャック・ヴィヨンとレイモン・デュシャン＝ヴィヨンはデュシャンにこの絵画を自主的に撤回するか、題を変えて別の名前に変更するよう求めた。デュシャンによると、アルベール・グレーズなどのキュビストたちは、彼の裸体がすでに調査した[tracée]とは全く一致しないことに気づいたという。審査委員会が作品に反対したのは、「文学的な題すぎる」ことと、「階段を降りるヌードは描かない。そんなのは馬鹿げている... ヌードは尊重されるべきだ」というものであったとデュシャンは強調している。

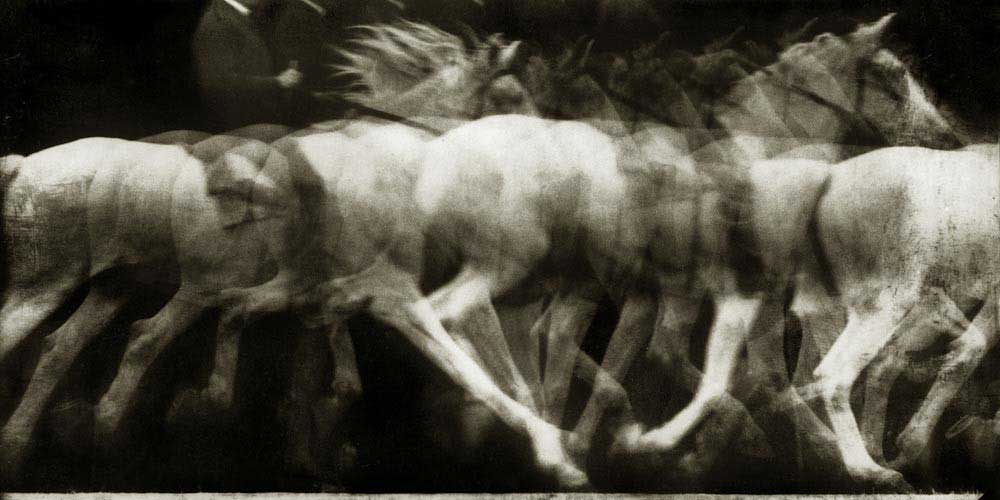
エティエンヌ＝ジュール・マレー, Cheval blanc monté, 1886, locomotion du cheval, expérience 4, Chronophotographie sur plaque fixe

また、降りる裸体はイタリアの未来派の影響を受けすぎていると考えられていた。セクション・ドールのキュビストたちは外国の芸術家（例えば、コンスタンティン・ブランクーシ、フランティセック・クプカ、アレクサンダー・アーキペンコ、アメデオ・モディリアーニ、Joseph Csakyなど）の存在を容認し楽しんでいたが、フランスのキュビストたちは外国の動向の影響を受けないように扉を堅く閉ざしていた。1912年2月、パリのベルネーム＝ジューヌ画廊で大規模な未来派の展覧会が開催された。デュシャンは後に未来派の影響を否定し、パリとイタリアの間の距離は離れすぎているため影響は起こらないと主張した。
マルセル・デュシャンは、美術館のキュレーターであるKatherine Kuhとのインタビューで、『階段を降りる裸体』について、未来派やマイブリッジやマレーの写真運動の研究との関係を語っている。
1912年 ... 階下に降りる裸体の動きを、静止した視覚的手段を用いて描写するというアイデアに、私は特に興味を持った。剣士の動きや馬の疾走を撮影したクロノフォトグラフ（現在で言うストロボ写真）を見たことが「裸体」のアイデアにつながった。ただ、これらの写真を複製したわけではない。私は未来派ではないが未来派の人たちも同じようなことを考えていました。もちろん、映画的手法を用いたモーションピクチャーも開発されていました。動きや速さというアイデア全体がそのときの空気としてあったのです。
デュシャンは後に動きと裸体との関係についてこう語っている。
私の目的は、動きの静的表現であり、動きのある形がとるさまざまな位置の表示の静的構成であり、絵画を通して映画の効果を与えようとはしなかった。動きのある東部をむき出しの線に還元することは、私にとっては正当なことのように思えた。
そして、アンデパンダンの審査委員会の嘆願書に関しては、
私は兄弟に何も言わなかった。しかし、すぐに展覧会に行って自分の絵画をタクシーで持って帰りました。これが私の人生の転機となったことは間違いありません。その後、私はグループにはあまり興味がないだろうと思いました。
当時、そのように見られていたかどうかは別に、1912年10月のSalon de la Section d'Or, Galerie de la Boétieでは、作品は元のタイトルで展示され、アンデパンダンに出品した芸術家と同じグループで展示された。Du "Cubisme"の挿絵にも掲載されており、デザイナーのAndré Mareが1912年のサロン・ドートンヌのために企画したLa Maison Cubiste (Cubist House)にも出品されている（アンデパンダンの数か月後）。
デュシャンは、自分の作品を検閲した兄弟やかつての同僚を決して許さなかったと（他の者により）主張されている。

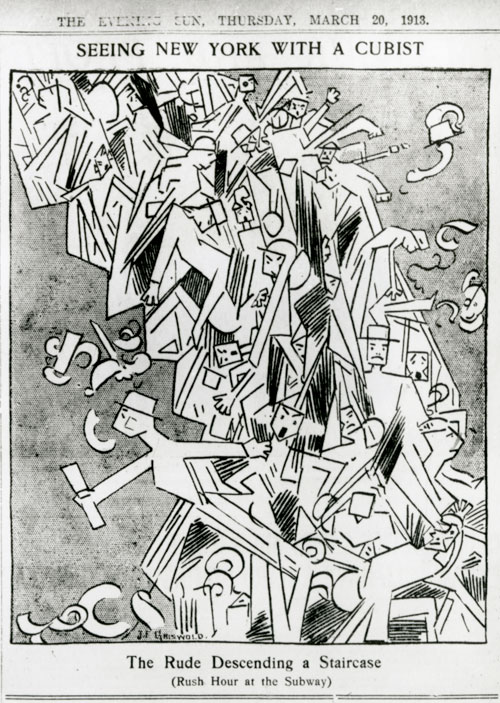
1913年3月20日のThe New York Evening Sunに掲載されたパロディ The Rude descending a staircase (Rush-Hour at the Subway)

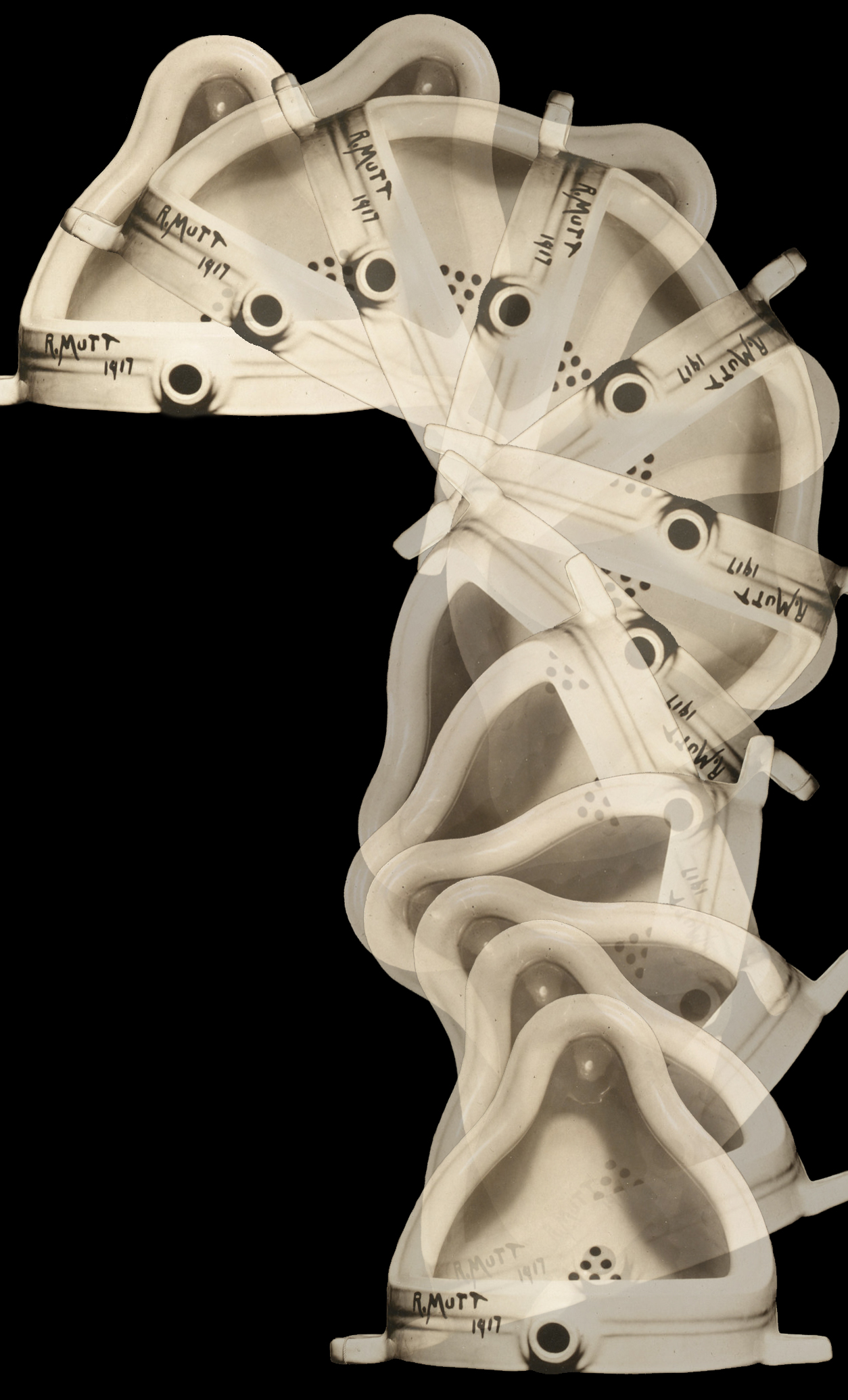
デュシャンの1917年の作品『泉』を繰り返したイメージを用いた Fountain Descending a Staircase, No. 2 (2018)

1912年にバルセロナのGaleries Dalmauで開催された Exposició d'Art Cubista で初めて展示された。デュシャンはその後、1913年にニューヨークで開催されたアーモリーショーにこの絵画を出品し、自然主義的な芸術に慣れ親しんだアメリカ人はスキャンダラスな反応を示した。キュビズムの部屋に展示されたこの絵画は、Nu descendant un escalier,というタイトルで出品され、カタログ (no. 241) にはフランス語のタイトルで掲載された。このために印刷されたポストカードには Nude Descending a Staircaseという英訳が付けられ、絵画が初めて公開された。The New York Timesの美術評論家Julian Streetは、この作品を「屋根板工場の爆発」に似ていると書き、漫画家たちもこの作品を風刺した。この作品はその後、何十ものパロディを生み出した。

## 作品の経緯
アーモリーショーの間にサンフランシスコの弁護士で美術商のFrederic C. Torreyが購入し、バークレーの自宅に飾っていた。1919年、Torreyは原寸大の複製を依頼した後、原画をLouise and Walter Conrad Arensbergに売却した。1954年、Arensberg夫妻の遺贈によりフィラデルフィア美術館のコレクションに加わり、予備調査とその後のデュシャンによる複製と共に常設展示されている。

## オマージュ
- ジョン・ミリによるストロボ写真 A Nude Descends a Staircase (1942)
- ゲルハルト・リヒターによる絵画 Ema
- ジョアン・ミロによる絵画『階段を昇る裸婦』　バルセロナのミロ美術館に保存されている。
- アポロ440の音楽アルバム『デュード・ディセンディング・ア・ステアケース』のタイトルとカバーデザイン
- ブルース・コバーンの音楽アルバムLife Short Call Now (2006)の同名のインストゥルメンタル
- Doug Wrightによる演劇 Interrogating the Nude
- トム・ストッパードによる演劇 Artist Descending a Staircase
- X.J. Kennedyによる詩 Nude Descending a Staircase
- チャック・ジョーンズによる絵画 Nude Duck Descending a Staircase
- 騎馬警官ダドリー・ドゥーライト Stolen Art Masterpiece には Newt Descending a Staircase というタイトルの絵画が登場する。
- ザ・クランプスによる曲 "Naked Girl Falling down the Stairs"
- 1933年のスクリューボールコメディ Three-Cornered Moon では、クローデット・コルベールとデートしている苦労人の芸術家が立ち退きされたとき、大家がデュシャン風の絵画を建物の正面階段に滑り込ませている。
- オーストラリアの詩人Robert Grayによる詩 "Journey: The North Coast" において "Down these slopes move, as a nude descends a staircase,/ slender white gum trees" という一節ははこの作品を暗示している。
- Allen Shearerが1980年に作曲した同名の男声合唱作品で、シャンティクリアのアルバム Out of This World (1994)に収録されている。
- Patricia Monacoによる写真 Stephanie Caloia nude descending a staircase, 1981[23]
- カルバンがこの絵画を再現した『カルビンとホッブス』（1993年11月3日初出）
- 久保田成子によるビデオ彫刻 Nude Descending a Staircase (1976).
- フロリアン・ヘンケル・フォン・ドナースマルク脚本・監督『ある画家の数奇な運命』において、モダンリアリズムの作品のインスピレーションとして言及されている。
- 詩 "Having a Coke with You" においてFrank O'Haraはこの絵画に言及している。